# 川原洋二
川原 洋二（かわはら ようじ、 1978年7月26日 - ）は日本のミュージシャン。Sound Scheduleのドラマー。兵庫県神戸市生まれ、六甲中学校・高等学校、神戸商科大学（現・兵庫県立大学）卒業。

## 人物
中高時代は吹奏楽部、大学では軽音楽部に所属していた。
Sound Scheduleを結成する前は、アルカラの稲村太佑、下上貴弘、GeniusのJUNと共にジェームスノイズというヴィジュアル系バンドを結成し、ドラムを担当していた。

## 来歴
1999年に、大学の軽音楽部でSound Schedule結成するも、2006年に解散となり、翌2007年からヤマハミュージックコミュニケーションズに制作ディレクターとして勤務。2011年のSound Schedule再結成後も、引き続き会社勤務の傍ら音楽活動を行っている。
翌2012年に行われたライブで、2011年に結婚していたことを発表した。